# Гандер (річка)

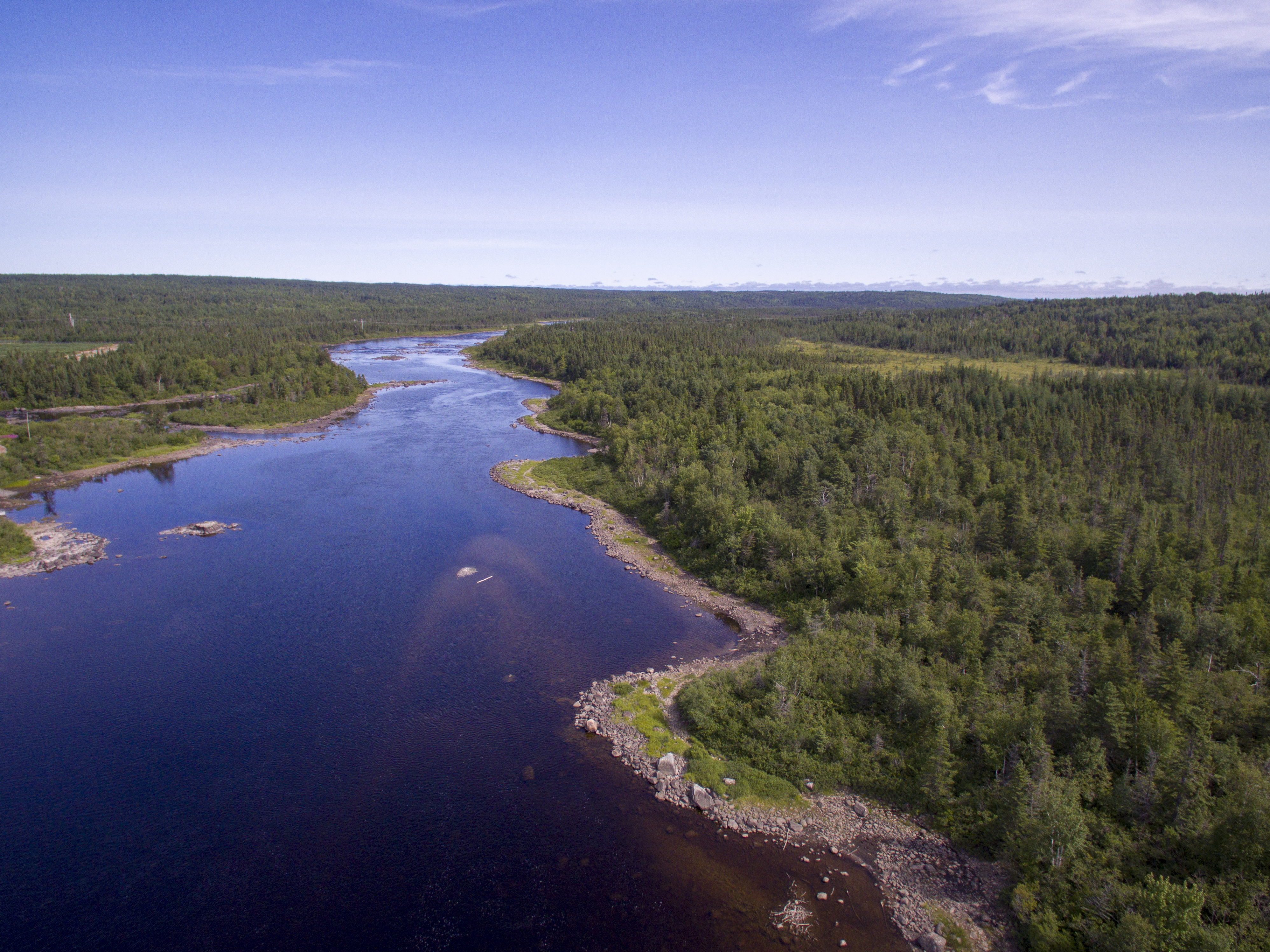
Річка Гандер, як видно поблизу громади Гленвуд, Ньюфаундленд.

Гандер — річка в східній частині Ньюфаундленду, Канада. Її довжина — 110 миль (177 км) і бере вона свій початок на пагорбі Партріджберрі, на південь від Гранд-Фолс-Віндзор. Потім річка тече на північний схід до озера Гандер і далі — до затоки Гандер-Бей в Атлантичному океані.

## Зовнішні посилання
- Річка Гандер, The Columbia Gazetteer of North America
- Асоціація управління річкою Гандер
- Охоронна територія річки Гандер, CNLR 765/96
- Наказ про охоронну територію річки Гандер, CNLR 766/96
- Cabot Lodge на річці Гандер